# Jean Lambert (germaniste)
Pour les articles homonymes, voir Jean Lambert.
Jean Aristide Lambert, né le 31 décembre 1914 à Issoudun et mort le 6 août 1999 à Paris, était un germaniste et écrivain français.

## Biographie
Jean Aristide Lambert, 3e enfant de Aristide Auguste Lambert et Charlotte Suzanne Caignault, naît le 31 décembre 1914 à Issoudun. Élève au collège Honoré-de-Balzac d'Issoudun, Lambert entre ensuite au lycée Henri-IV, puis part étudier deux ans à Berlin. Pendant l'Occupation, il est à Marseille où il côtoie, entre autres, Jean Ballard, Simone Weil, Gabriel Bertin, Émile Danoën et Gabrielle Neumann au siège de la revue Les Cahiers du Sud. Collaborateur à La Nouvelle Revue française, il épouse Catherine, la fille d'André Gide, en 1946. À partir de 1956, il part aux États-Unis où il enseigne et tient des conférences.
Lambert traduit Thomas Mann, Heinz von Cramer, Patrick White, William Gaddis, William Humphrey, Lesley Blanch, (dont sa biographie de Pierre Loti, Seghers, 1986). De larges fragments de son journal de la guerre et de ses années d'après-guerre dans le cercle familial de Gide ont été publiés par les soins de Pascal Mercier dans le Bulletin des amis d’André Gide et l'intégralité de son Journal de septembre 1940 à septembre 1942 est consultable en ligne.
Lambert meurt le 6 août 1999 dans le 12e arrondissement de Paris.

## Œuvres
- L'Art de la fugue (1945)[Note 1]
- Avril ou l'enfant sage (1950)
- Les Vacances du cœur (1951)
- Un voyageur des deux mondes. Essai sur l'œuvre d'Henri Bosco (1951)
- Lettres d'une autre Allemagne 1937-1938 (1953)
- Tobolio (1956)
- Remarques sur l'œuvre de Jean Schlumberger (1942)
- Gide familier (1958)
- Le Plaisir de voir (1958)
- Histoire véritable (1979)
- Correspondance André Gide - Dorothy Bussy, 3 tomes (1979-1982)